# Dudebox
Albums de Pezz
Demoluca Watoosh!
Dudebox est le deuxième EP de Pezz, après Demoluca.
Peu après l'enregistrement de Demoluca, en janvier 1995, le groupe décide de réaliser un enregistrement plus "professionnel" que le premier. Celui-ci étant considéré comme de mauvaise qualité sonore. Ils investissent donc en une nouvelle démo enregistrée avec l'aide du producteur Dave Tedesco au Signal To Noise Studios à Toronto. L'album contenait à la base 2 titres déjà présents sur l'album précédent Demoluca, Just a Thought et You're It, et 4 nouveaux titres, mais un an après le groupe avait encore enregistré 3 chansons qui furent ajoutés à la réédition. Pezz gagne, grâce notamment à ce maxi mais aussi les concerts donnés dans des bars, de plus en plus de popularité dans les environs de Mississauga.

## Chansons
Toutes les chansons sont écrites par Pezz.

### Face A
1. Just a Thought – 3:42
2. You're It (remix)– 3:07 / remix de You're It de Demoluca
3. Things – 3:39
4. Tuner – 3:25

### Face B
1. Dudebox - 3:42
2. Warmth of Windows - 3:02
3. Point Proven - 3:46
4. New Orleans is Sinking - 0:56
5. Dudebox (live)  [1]